# Giovanni Paolo Lomazzo

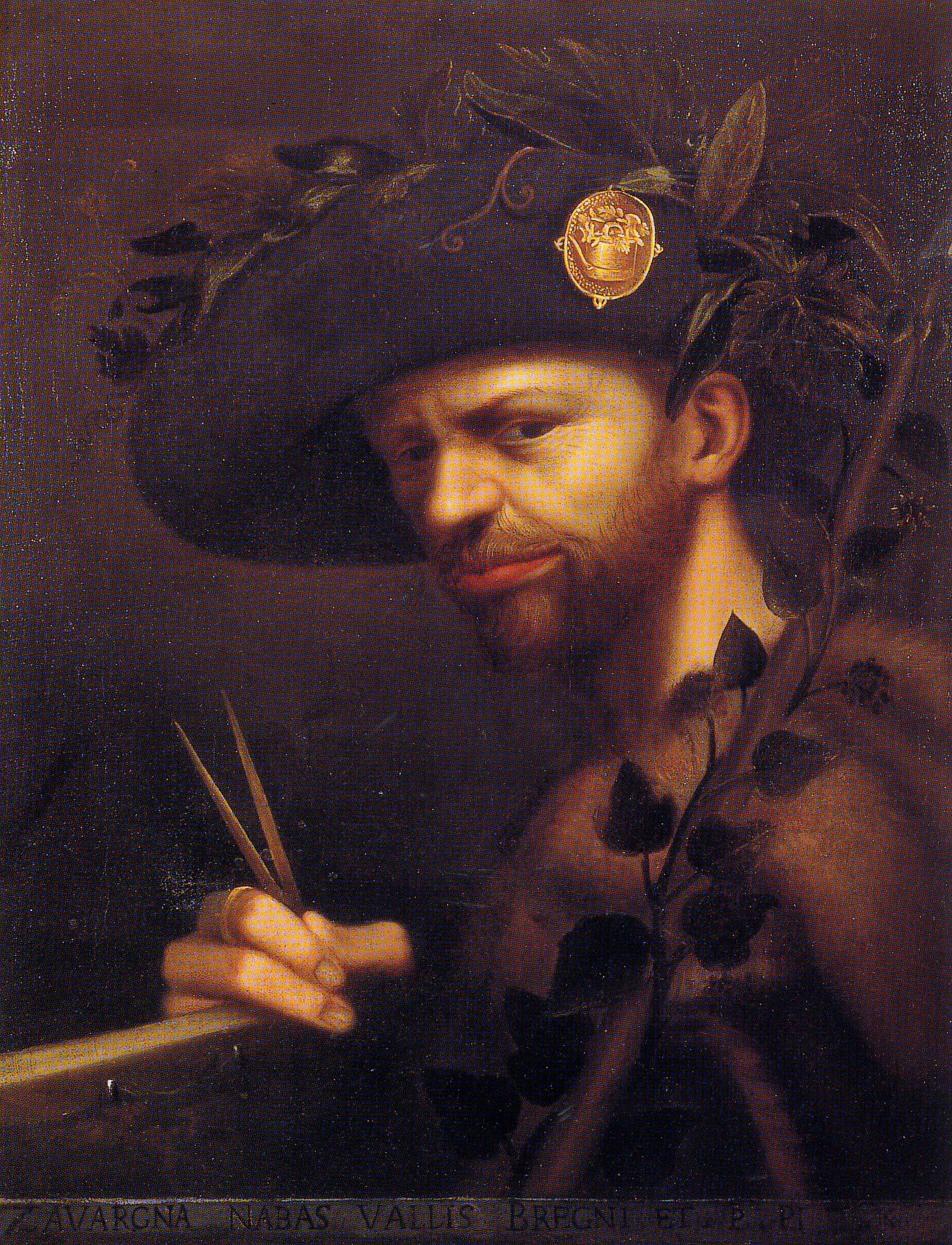
Giovan Paolo Lomazzo, Autoritratto come Abate dell'Accademia della Val di Blenio, Milano, Brera

Giovanni Paolo Lomazzo (talvolta anche Gian o Giovan Paolo; Milano, 26 aprile 1538 – Milano, 27 gennaio 1592) è stato un pittore e trattatista italiano dell'età del Manierismo.

## Biografia e opere pittoriche

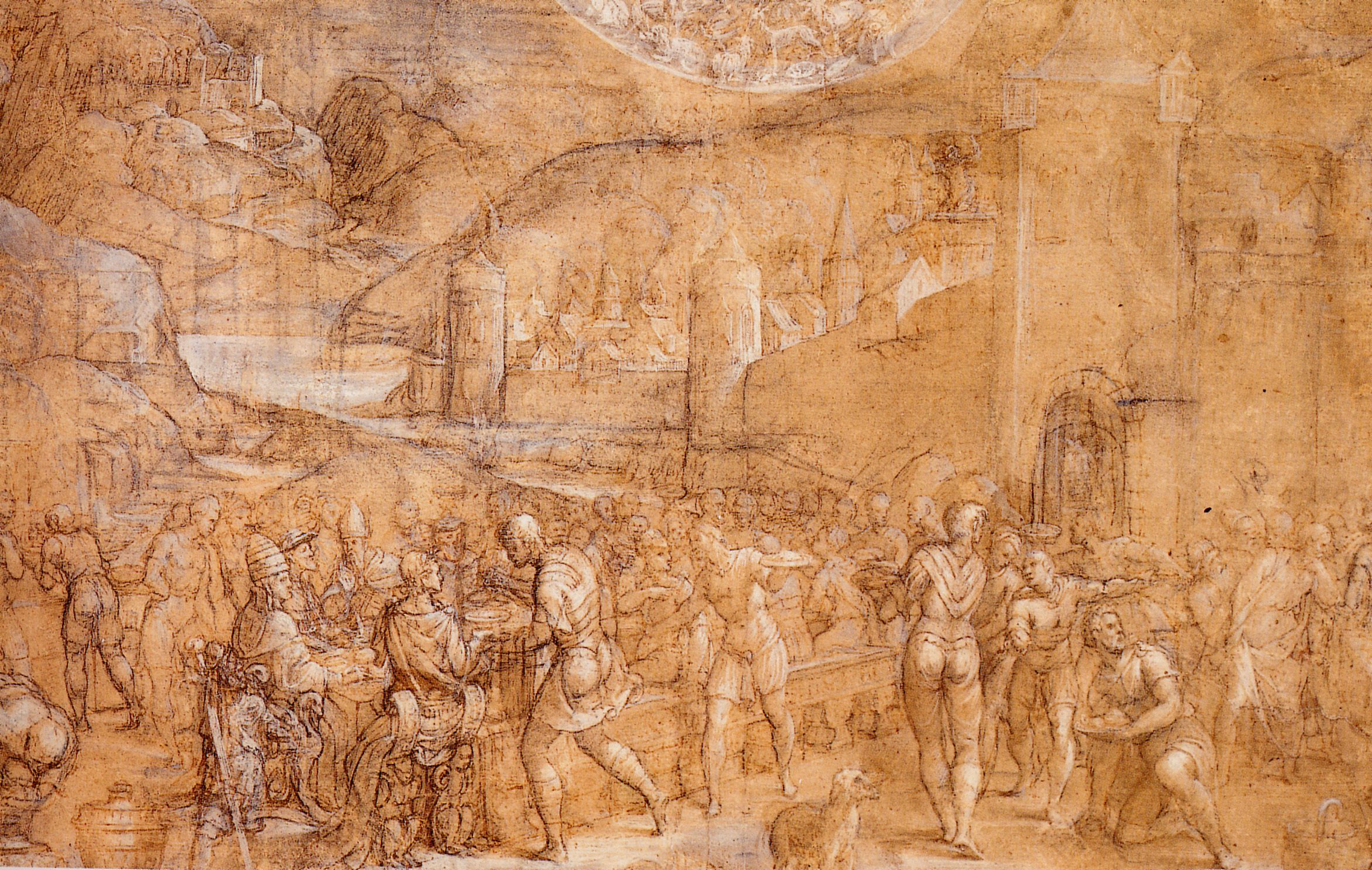
Giovan Paolo Lomazzo, La Cena Quadragesimale, (Windsor Castle; disegno preparatorio per l'affresco distrutto nel 1943)

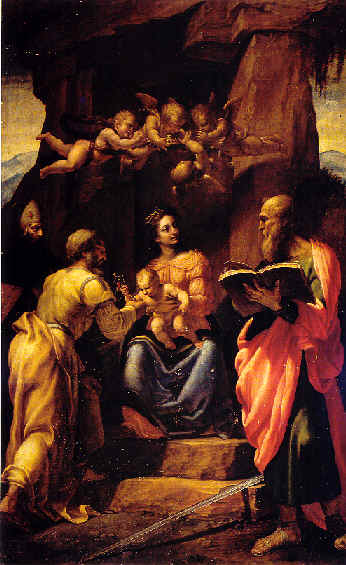
Giovan Paolo Lomazzo, Madonna col Bambino e Santi (Milano, S. Marco)

Allievo, a suo dire, di Giovan Battista della Cerva (che aveva ereditato la bottega di Gaudenzio Ferrari), Lomazzo esordì con un ciclo di affreschi ancora memori dell'arte di Bernardino Luini nella chiesa di S. Maria Nuova a Caronno Pertusella (Varese) al fianco di Bernardino Campi, che aveva eseguito la pala dell'altare maggiore (metà del sesto decennio del XVI secolo). Successivamente affrescò il refettorio di S. Maria della Pace a Milano con una copia dell'Ultima Cena di Leonardo (datata 1560; distrutta nel II Conflitto Mondiale) e quello degli Agostiniani di Piacenza, con la curiosa iconografia della Cena Quadragesimale (1567; anch'essa distrutta nel corso dell'ultima guerra). Nulla resta della sua attività di ritrattista, che dovette portargli un certo successo: furono effigiati da lui personaggi di spicco come i cardinali Giovanni Gerolamo Morone e Alessandro Crivelli, il marchese di Pescara Francesco Ferdinando d'Avalos, due sorelle di Carlo Borromeo e diversi principi tedeschi al seguito dell'arciduca Rodolfo d'Asburgo (il futuro Rodolfo II).
Verso la fine degli anni '60 e i primi '70 Lomazzo dipinse una serie di pale d'altare per chiese milanesi, quasi sempre su tavola, caratterizzate da uno stile monumentale e severo: due Crocifissioni per S. Giovanni in Conca (Milano, Pinacoteca di Brera e Valmadrera, parrocchiale), il Noli me tangere per S. Maria della Pace (oggi a Vicenza), una Pietà per i cappuccini di S. Vittore all'Olmo e le Stigmate di S. Francesco per S. Barnaba, tuttora in loco. L'iconografia della sua Madonna delle Vittorie, dipinta per S. Romano a Lodi (conosciuta da una copia oggi a S. Maria di Piazza Busto Arsizio) può avere influenzato la Madonna dei Pellegrini di Michelangelo Merisi da Caravaggio.
Il suo ciclo pittorico più importante è però quello della cappella Foppa nella chiesa di San Marco a Milano (1573), dove affrescò due Storie dei SS. Pietro e Paolo, una singolarissima Gloria d'angeli e una pala d'altare con Madonna e Santi. Poco dopo la conclusione di quest'impresa, una malattia agli occhi (che gli era stata diagnosticata, come lui stesso afferma, da Girolamo Cardano) lo rese cieco ancora in giovane età.
Giovan Paolo Lomazzo morì "di malatia longa" nella sua casa di Porta Ticinese il 27 gennaio 1592 (Sacchi-Giuliani in Rabisch, 1998, p. 335) e non il 13 febbraio 1600, come talvolta riportato in bibliografia (si trattava in realtà di un omonimo).
Suo unico allievo di un certo rilievo fu Ambrogio Figino.
Nelle poche opere pervenuteci, Lomazzo mostra una versione del Manierismo assai originale, in cui la tormentata monumentalità di Michelangelo si lega con un forte retaggio di Leonardo (visibile nell'uso sistematico dello sfumato e nella continua ricerca di applicare la teoria dei moti dell'animo), oltre che con uno spasmodico studio degli scorci e della prospettiva (derivatogli da Bramantino e Zenale) e con molti aspetti dell'arte di Gaudenzio Ferrari. Non mancano nella sua arte influssi di Dürer e di molta pittura tedesca e fiamminga.

## Opere letterarie e poetiche, trattati

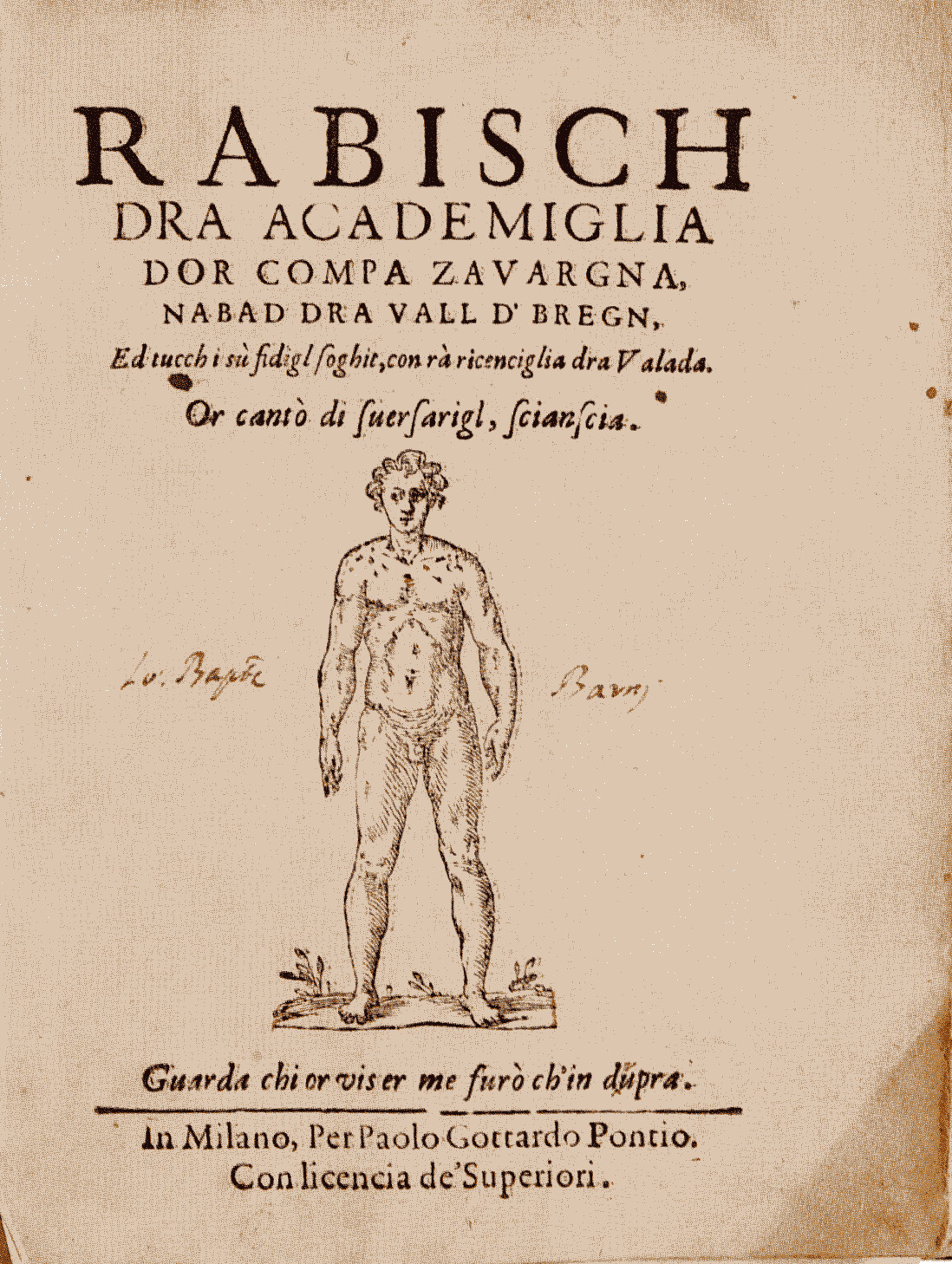
Il frontespizio dei Rabìsch

Dopo la cecità Lomazzo si dedicò alla stesura e alla sistemazione dei suoi numerosi scritti, in parte redatti negli anni precedenti, che costituiscono un corpus tra i più importanti dell'intero panorama del Manierismo, per il gran numero di notizie che riguardano opere ed artefici della Lombardia (un'area spesso trascurata dal toscanocentrico Giorgio Vasari) e per le interessanti notazioni teoriche, come quella della figura serpentinata (un'espressione da lui riportata per la prima volta e derivata da un insegnamento di Michelangelo a Marco Pino).
I suoi due complessi trattati sono diventati pietre miliari nello sviluppo della critica d'arte.
La sua prima opera, Trattato dell'arte della pittura, scoltura et architettura (Milano, 1584) è stata classificata, nella Letteratura Artistica di Julius von Schlosser (1914-1920), peraltro con un'interpretazione un po' parziale, come una guida al concetto di decoro, che il Rinascimento ereditò in parte dall'antichità classica, in una sistematica codificazione dell'estetica tipica dello sguardo accademico del tardo XVI secolo.
La sua Idea del tempio della pittura (Milano, 1590), opera più metafisica, offre una descrizione della natura umana e della personalità sullo schema della teoria dei quattro temperamenti, contenente spiegazioni sul ruolo dell'individualità nel giudizio e nella invenzione artistica. Nel testo la Pittura è descritta come un tempio le cui colonne sono i Sette Governatori dell'Arte: Leonardo, Michelangelo, Raffaello, Polidoro da Caravaggio, Andrea Mantegna, Tiziano, Gaudenzio Ferrari.
La critica del Lomazzo prende in considerazione tre aspetti dello sguardo critico sull'opera d'arte: la doctrina, la registrazione delle scoperte - come la prospettiva che gli artisti hanno fatto nel corso della storia; la prattica - le preferenze personali - e la maniera dell'artista; e l'iconografia, l'elemento letterario nell'arte.
Il contributo del Lomazzo alla critica d'arte fu la sua sistematica estrazione di concetti astratti dall'arte, non una semplice ricognizione delle meraviglie della verosimiglianza e della tecnica o di aneddoti sulla recezione delle opere da parte dei contemporanei, del tipo di quella che Giorgio Vasari aveva condotto nella precedente generazione.
Il suo lato più estroso e bizzarro, portato alla luce dagli studi di Dante Isella, traspare nelle sue raccolte poetiche, una in italiano (i Grotteschi) e una seconda (i Rabìsch, da Arabeschi) in 'facchinesco', una sorta di dialetto della lingua lombarda simile a quello dei facchini che giungevano a Milano dalle valli ticinesi, in particolare dalla zona di Blenio.
Le sue poesie dialettali sono strettamente connesse alla partecipazione, prima come semplice affiliato, poi come nabàd (abate) all'Accademia dei Facchini della Val di Blenio, un singolarissimo consesso di artisti, musici, artigiani e teatranti che si riunivano in segreto sotto l'egida di Bacco scegliendosi un nome dialettale (quello di Lomazzo fu compà Zavargna) e componevano rime singolarissime di argomento vario. I Grotteschi, e soprattutto i Rabìsch rappresentano l'altro lato della contrastata personalità di Lomazzo, quella che al decoro sostituisce il 'furor' creativo, e che dovette spingerlo ad un'estrema cautela, negli anni in cui a Milano bisognava pure tener conto della forte personalità di un rigorosissimo campione della Controriforma come Carlo Borromeo. La sua strampalata Accademia riuniva al suo interno una serie di talenti di primissimo piano nel panorama della cultura lombarda di quegli anni: dallo scultore e cristalliere Annibale Fontana, al ricamatore Scipione Delfinone, ai pittori Aurelio Luini e Ottavio Semino, al musico Giuseppe Caimo, all'ingegnere militare e idraulico Giacomo Soldati.
Non va dimenticato al proposito l'influsso del lato 'grottesco' dell'eredità di Leonardo, a cui Lomazzo e compagni spesso si ispirarono, come è evidente da un gruppo di disegni caricaturali con volti deformi visti di profilo. Gli stessi titoli delle sue raccolte poetiche richiamano un tipo di decorazione bizzarra e fantasiosa molto in voga nel rinascimento ma condannato come "pittura licentiosa et ridicola" dalla trattatistica della controriforma (nello specifico da Carlo Borromeo).
Costretto a cercare la protezione di personaggi altolocati (come Pirro Visconti Borromeo, Prospero Visconti, Carlo Emanuele I di Savoia o Ferdinando I de' Medici; gli ultimi due furono tra i dedicatari delle sue opere), Lomazzo mostra nei suoi scritti una mescolanza, non sempre risolta, di fonti letterarie diverse, dal maccaronico di Teofilo Folengo (citato esplicitamente nei Rabisch) a testi di cabala e magia naturale -ben più pericolosi nella Milano della controriforma- come il De Occulta Philosophia di Cornelio Agrippa di Nettesheim.

## Dipinti

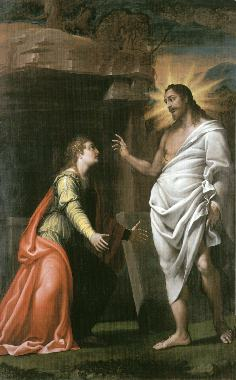
Giovan Paolo Lomazzo, Noli me tangere, Vicenza, Pinacoteca Civica

- Autoritratto, Vienna, Kunsthistorisches Museum (1558 circa)
- Affreschi, Caronno Pertusella, chiesa di S. Maria Nuova (1560-1566).
- Allegoria della cena quadragesimale (distrutta nel 1944), già a Piacenza, Sant'Agostino (1567).
- Cristo nell'orto, Milano, Pinacoteca Ambrosiana (1568).
- Crocifissione, Valmadrera (Lecco), Parrocchiale (1568).
- Autoritratto come Abate dell'Accademia della Val di Blenio, Milano, Pinacoteca di Brera (1568 circa).
- Noli me tangere, Vicenza, Pinacoteca Civica (1568).
- Stigmate di san Francesco con i santi Bernardino e Bartolomeo Milano, S. Barnaba (1568-1570 circa).
- Crocifissione, Milano, Pinacoteca di Brera (1570 circa).
- Natività, Boffalora d'Adda (Lodi), chiesa parrocchiale (1570).
- Pietà, Inzago (Milano), Ospedale Marchesi (1570 circa).
- Affreschi e pala d'altare, Milano, S. Marco, cappella Foppa (1570-1571).
- Cristo nell'orto, Milano, convento di S. Carlo al Corso (1572).

## Scritti

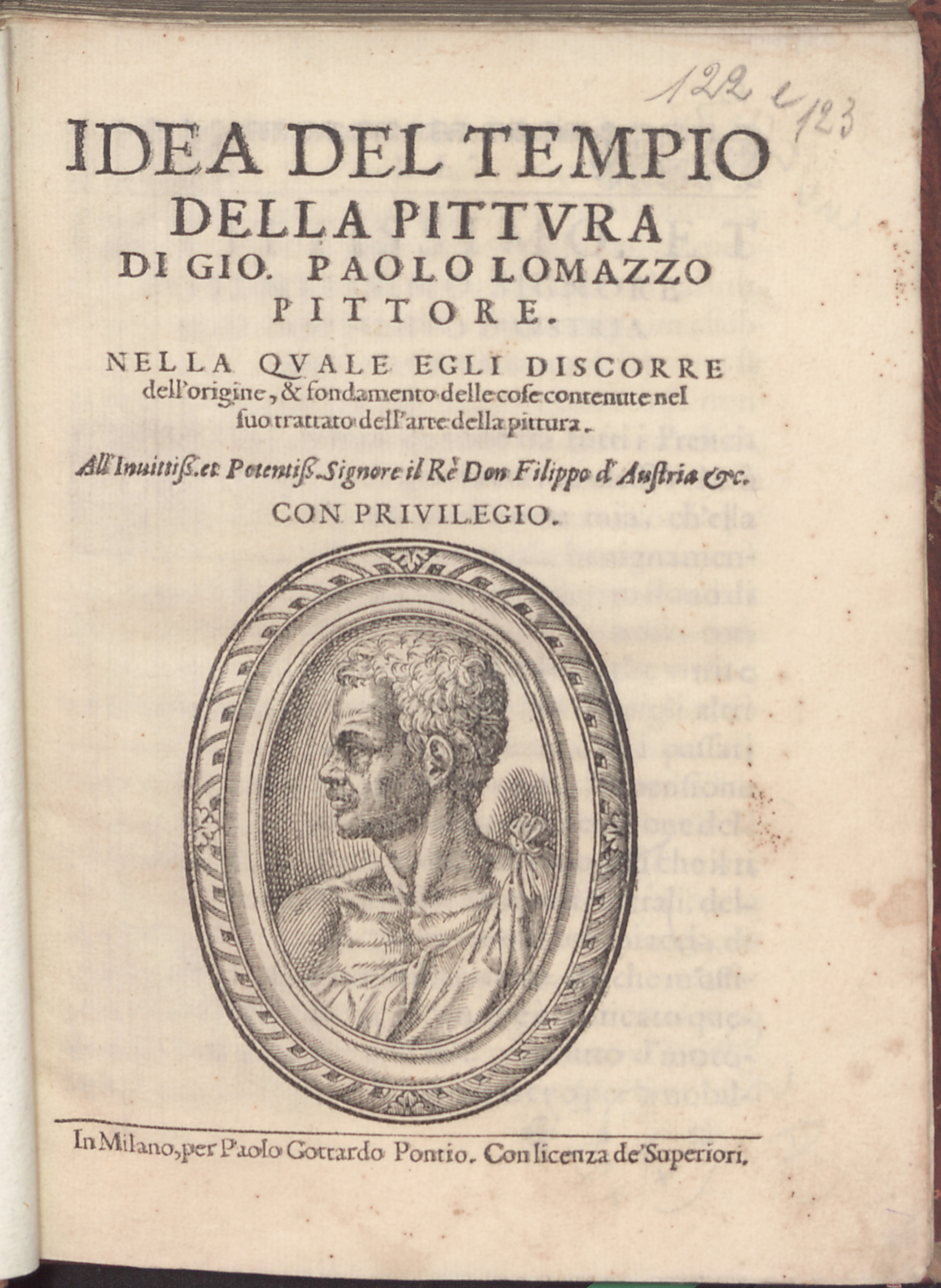
Idea del Tempio della Pittura, 1590

- Rime, Milano, Paolo Gottardo Da Ponte, 1587.
- Idea del Tempio della Pittura, Milano, Paolo Gottardo Da Ponte, 1590.
- Della forma delle muse, Milano, Paolo Gottardo Da Ponte, 1591.
- Libro dei sogni (ms., 1563; ed. a cura di R. P. Ciardi, Firenze 1973-1974)
- Trattato dell'arte de la pittura di Gio. Paolo Lomazzo milanese pittore. Diuiso in sette libri. Ne' quali si contiene tutta la theorica, & la prattica d'essa pittura, Milano, Paolo Gottardo Pontio, 1584 (nuova ed. a cura di R. P. Ciardi, Firenze 1973-1974)
- Idea del Tempio della pittura, Milano 1590 (ed. a cura di R. P. Ciardi, Firenze 1973-1974)
- Rime di Gio. Paolo Lomazzi milanese pittore, diuise in sette libri. Nelle quali ad imitatione de i grotteschi vsati da' pittori, ha cantato le lodi di Dio, & de le cose sacre, di prencipi, di signori, Milano, Paolo Gottardo Pontio, 1587
- Rabisch drà Academiglia dor compà Zauargna, nabad dra vall d' Bregn, ed tucch i su fidigl soghit, con ra' ric enciglia dra valada. Or cantò di suersarigl, scianscia, Milano, Paolo Gottardo Pontio, 1589. (nuova ed. a cura di D. Isella, Torino 1993)
- Della forma delle Muse, Milano 1591 (ed. a cura di A. Ruffino - L. Tongiorgi Tomasi, Pisa 2002)

## Bibliografia

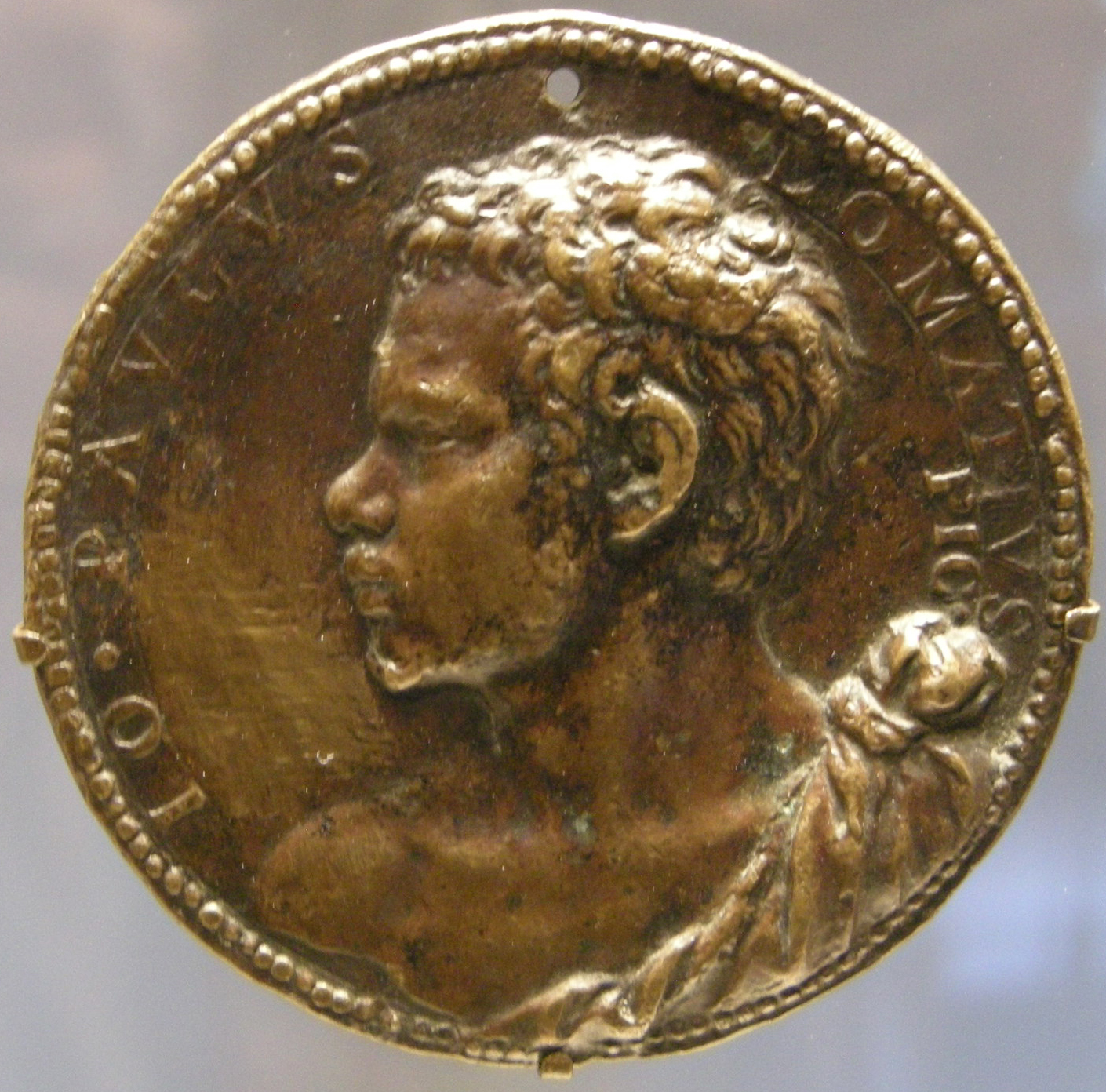
La medaglia di Annibale Fontana